# ジョージ・アルバート・スミス (映画監督)
ジョージ・アルバート・スミス（George Albert Smith、1864年1月4日 - 1959年5月17日）は、イギリスの映画監督。

## 作品
- X線
- おばあさんの虫眼鏡
- メリー・ジェーンの災難